# Stroud (Oklahoma)
Stroud es una ciudad ubicada en el condado de Creek en el estado estadounidense de Oklahoma. En el año 2010 tenía una población de 	2690 habitantes y una densidad poblacional de 83,28 personas por km².

## Geografía
Stroud se encuentra ubicada en las coordenadas 35°45′33″N 96°39′8″O / 35.75917, -96.65222 (35.759098, -96.652162).

## Demografía
Según la Oficina del Censo en 2000 los ingresos medios por hogar en la localidad eran de $27,222 y los ingresos medios por familia eran $31,742. Los hombres tenían unos ingresos medios de $26,076 frente a los $18,250 para las mujeres. La renta per cápita para la localidad era de $15,010. Alrededor del 17.6% de la población estaban por debajo del umbral de pobreza.